# Форт Вікторія (Альберта)
Форт Вікторія, поблизу сучасного міста Смокі-Лейк, Альберта, був заснований компанією Гудзонової затоки в 1864 році на річці Північний Саскачеван як торговельний пункт з місцевими першими націями крі. Раніше він був заснований у 1862 році як місце методистських місіонерів на місці зустрічі аборигенів. Сьогодні це історичний музей, відомий як поселення Вікторія.

## Розташування
Вікторія була розташована на берегах річки Північний Саскачеван, нижче за течією від Едмонтон-Хаус на шляху до Форт-Пітта, а також уздовж сухопутного шляху між ними, частиною системи Карлтон-Трейл. Пункт торгівлі хутром у Вікторії був незначним порівняно з Едмонтоном, але незабаром навколо нього з’явилося невелике сільськогосподарське поселення, подібне до інших постів компанії Гудзонової затоки того часу.

## Історія
Заснована колоністами як місіонерське місце в 1862-63 роках, Вікторія була домом для місіонерської родини Макдугаллів. Це місце було обрано через його популярність як місце збирання та полювання крі 
Землю в цьому районі було розділено за традиційною французькою системою річкових ділянок, і виникла змішана спільнота перших націй, метисів і європейців. Протягом кількох миль з обох боків сучасного музею все ще використовується річкова система ділянок, ферма тут передувала великим квадратним масивам Закону про землі домініону, які їх оточують. Форт Вікторія служить прикладом того, як громади переходять від дикої природи, зокрема бізонів, до тваринництва та сільського господарства.
У 1864 році Джорджу Флетту було доручено відкрити торговий пост компанії Гудзонової затоки у форті Вікторія. Флетт був вихідцем з Оркні та Крі. Флетт і Джон Норріс очолили першу бригаду волових упряжок Ред-Рівер з Вінніпега до Едмонтона, подорож тривала три з половиною місяці. Як клерк, відповідальний за пошту до 1866 року, Флетт відповідав за організацію будівництва і за відкриття торгівлі з місцевими індіанцями. Флетту вдалося швидко отримати запаси високоякісного хутра, яке Флетт і його помічники доставили кіньми та собаками до Форт-Едмонтона. Найстарішою будівлею в Альберті, яка все ще зберігається, є квартира клерка у Форті Вікторія, яка датується 1865 роком.
Пізніше місце форту стало центром раннього поселення Східної Центральної Альберти. Воно стало називатися Поселення Вікторія, а пізніше Пакан на честь вождя племені крі Паканнука. Ще пізніше поселення продовжувало служити методистською місією для українсько-канадських поселенців у регіоні.
Пост також був важливою зупинкою на шляху від Вінніпега до Едмонтона. Ділянка стежки, яка зараз проходить у східній частині міста Едмонтон, тепер є асфальтованою дорогою під назвою Стежка Вікторії на честь форту та історичного минулого цього маршруту як стежки корінних жителів і торгового шляху.
Форт розташований у більшому районі Вікторія, а також екомузей « Калина Кантрі ». Він був визнаний національним історичним місцем Канади, історичним місцем провінції Альберти , а також муніципальним статусом округу Смоукі-Лейк.

## Кладовище Вікторія Парк

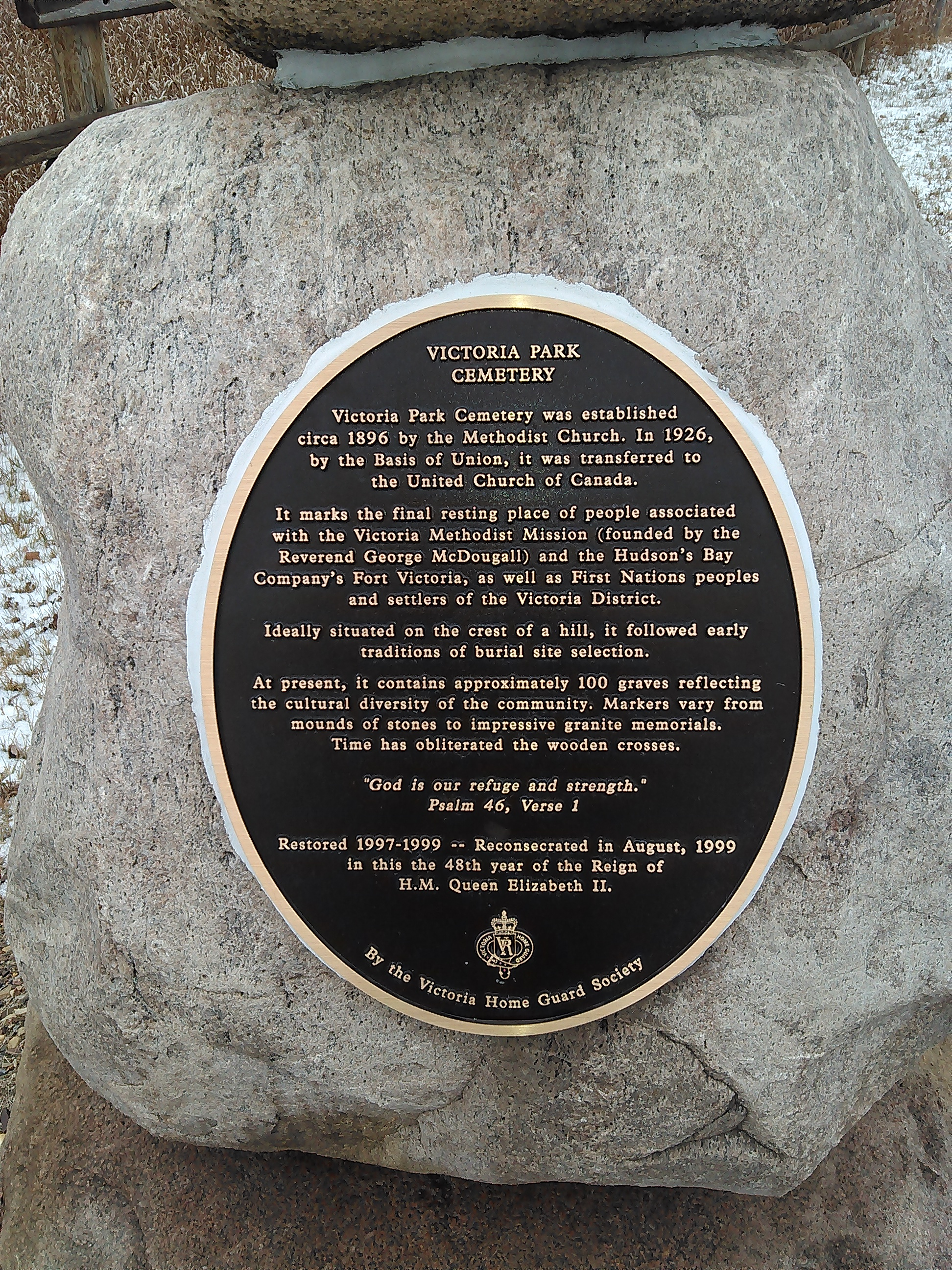
Меморіальна дошка на кладовищі Вікторія, поблизу Смокі-Лейк, Альберта.

Кладовище Вікторія-Парк було засноване методистською церквою приблизно в 1896 році та розташоване на пагорбі над річкою. Це другий із шести кладовищ, створених на території поселення. Він містить приблизно 100 впізнаваних могил як корінних громад, так і поселенців, ймовірно, включаючи жертв епідемії віспи 1870 року. Він був відреставрований і повторно освячений у 1999 році .

## Національний історичний пам'ятник округу Вікторія Канади
Форт Вікторія та кладовище Вікторія-Парк розташовані в межах більшого географічного простору округу Вікторія, який наразі є одним із двадцяти трьох національних історичних місць Альберти; лише три, включаючи район Вікторія, знаходяться на північ від Едмонтона. З цих місць район Вікторія є єдиним сільським історичним місцем в Альберті.

## Приналежності
Музей у Форт-Вікторії є філією: CMA, CHIN та Virtual Museum of Canada.

## Зовнішні посилання
- Культура та громада Альберти. Поселення Вікторія